# Arrendamiento de obra
El contrato de arrendamiento de obras, en el Código Civil español, es aquel contrato de arrendamiento por el que una persona "contratista" se obliga a ejecutar una obra en beneficio de otra "propietario", que se obliga a pagar por ella un precio cierto.
Para diferenciarlo del arrendamiento de servicios, si el arrendador, se obliga a la prestación de servicios o de trabajo o de una actividad en sí misma, no al resultado que aquella prestación produce, el arrendamiento es de servicios, y, en cambio, si se obliga a la prestación de un resultado, sin consideración al trabajo que lo crea, el arrendamiento es de obra (Sentencia de la Audiencia Provincial de La Coruña de 13 de julio de 1994). 
Clases:
- Que el contratista ponga sólo su trabajo o su industria.
- Que el contratista suministre también el material (además del trabajo).

## Derechos y obligaciones del empresario
Tiene el derecho de recibir el precio de la obra.
La obligación fundamental es la entrega de la obra en el plazo y condiciones estipulados.
En cuanto a su responsabilidad en caso de pérdida de la obra hay que distinguir:
1º Que tenga lugar antes de la entrega de la obra:
- Si el contratista puso el material, debe sufrir la pérdida, salvo si hubiese habido morosidad en recibirla.
- Si sólo puso su trabajo o industria, no puede reclamar ninguna indemnización, a no ser que haya habido morosidad en recibirla, o que la destrucción haya provenido de la mala calidad de los materiales, con tal que haya advertido esta circunstancia al dueño.

2º Que tenga lugar después de la entrega:
En este caso el art. 1591 establece: "El contratista de un edificio que se arruinase por vicios de la construcción (utilización de materiales defectuosos o inadecuados), responde de los daños y perjuicios si la ruina tuviere lugar dentro de 10 años, desde que concluyó la obra; igual responsabilidad, y por el mismo tiempo, tendrá el arquitecto que la dirigiere, si la ruina se debe a vicios del suelo o de la dirección (ejecución de la obra sin el adecuado estudio geológico o sin tomar la medidas adecuadas)."
En cuanto al plazo, la ruina se tiene que manifestar en los 10 años siguientes a la construcción de la obra, y la acción de indemnización ha de ejercitarse dentro de los 15 años a partir de la aparición de la ruina.

## Obligaciones del dueño de la obra
Son recibir la obra y pagar el precio.

## Extinción
Se extingue, además de las causas generales, porque el dueño desista de la construcción de la obra; y por muerte del contratista o cualquier otra causa que le impida concluir la obra, cuando se celebró el contrato por razón de sus cualidades personales. En ese último caso, el propietario debe abonar a los herederos el valor de la parte de obra que se ha realizado (cuando haya muerte del contratista) o pagarlo al propio contratista (cuando haya causa que impida la conclusión de la obra).